# 馬斯頓山
76°54′S 162°12′E / 76.900°S 162.200°E
馬斯頓山是南極洲的山峰，位於維多利亞地，處於麥基冰川終點以北6公里，海拔高度1,245米，由英國的探險隊繪入地圖，現時由南極條約體系管理。